# ArenaNet
ArenaNet je americká softwarová společnost vyvíjející počítačové hry. Patří pod jihokorejský NCsoft. Studio bylo založeno v roce 2000 skupinou vývojářů z Blizzard Entertainment (Mike O'Brien, Patrick Wyatt a Jeff Strains) za účelem vyrábět online hry. Jejich první MMORPG hra Guild Wars zaujala hráčskou veřejnost absencí měsíčních poplatků a unikátním pojetím hraní.
ArenaNet zatím vydal čtyři hry série Guild Wars a za sebou má také vydání hry Guild Wars 2.

## Tituly
- Guild Wars
- Guild Wars: Factions
- Guild Wars: Nightfall
- Guild Wars: Eye Of The North
- Guild Wars 2
- Guild Wars 2: Heart of Thorns
- Guild Wars 2: Path of Fire
- Guild Wars 2: End of Dragons
- Guild Wars 2: Secrets of the Obscure
- Guild Wars 2: Janthir Wilds